# Покон
Покон вірного (поклон, поклонне) — один із видів платежів у Київській державі. Сплачувався місцевим населенням князеві або його представникам (наприклад, вирникам) грошима і натурою під час проїзду або тимчасовому перебуванні їх у місті чи на території волості. Зокрема, існував покон вирний, запроваджений, на думку більшості дослідників, Ярославом Мудрим. Покон вирний сплачувало натурою («корм») або грошима населення території чи громада, куди приїжджав вирник, для утримання його та осіб з князівської адміністрації, що його супроводжували.